# Tübingen járás
Tübingen járás egy járás Baden-Württembergben. Tübingen járás Böblingen, Reutlingen, Zollernalb, Freudenstadt és Calw járásokkal határos. Lakosainak száma 227 331 fő (2019. október 31.).

## Népesség
A járás népessége az elmúlt években az alábbi módon változott:

| 2014 | 214 894 |
| 2019 | 227 331 |